# Roman Aleksandrovich Bykov
Roman Aleksandrovich Bykov (tiếng Nga: Роман Александрович Быков; sinh ngày 16 tháng 3 năm 1992) là một cầu thủ bóng đá người Nga. Anh thi đấu cho SFC CRFSO Smolensk.